# Monsireigne
Monsireigne est une commune française située dans le département de la Vendée, en région Pays de la Loire.

## Géographie
Le territoire municipal de Monsireigne s'étend sur 2 092 hectares. L'altitude moyenne de la commune est de 93 mètres, avec des niveaux fluctuant entre 45 et 137 mètres,.

### Climat
Pour des articles plus généraux, voir Climat des Pays de la Loire et Climat de la Vendée.
En 2010, le climat de la commune est de type climat océanique franc, selon une étude du CNRS s'appuyant sur une série de données couvrant la période 1971-2000. En 2020, Météo-France publie une typologie des climats de la France métropolitaine dans laquelle la commune est exposée à un climat océanique et est dans la région climatique  Bretagne orientale et méridionale, Pays nantais, Vendée, caractérisée par une faible pluviométrie en été et une bonne insolation. 
Pour la période 1971-2000, la température annuelle moyenne est de 11,7 °C, avec une amplitude thermique annuelle de 14,1 °C. Le cumul annuel moyen de précipitations est de 858 mm, avec 12,2 jours de précipitations en janvier et 6,7 jours en juillet. Pour la période 1991-2020, la température moyenne annuelle observée sur la station météorologique de Météo-France la plus proche, « St-Fulgent_sapc », sur la commune de Saint-Fulgent à 21 km à vol d'oiseau, est de 12,6 °C et le cumul annuel moyen de précipitations est de 815,9 mm,. Pour l'avenir, les paramètres climatiques de la commune estimés pour 2050 selon différents scénarios d'émission de gaz à effet de serre sont consultables sur un site dédié publié par Météo-France en novembre 2022.

## Urbanisme

### Typologie
Au 1er janvier 2024, Monsireigne est catégorisée commune rurale à habitat dispersé, selon la nouvelle grille communale de densité à sept niveaux définie par l'Insee en 2022.
Elle est située hors unité urbaine. Par ailleurs la commune fait partie de l'aire d'attraction de Chantonnay, dont elle est une commune de la couronne,. Cette aire, qui regroupe 10 communes, est catégorisée dans les aires de moins de 50 000 habitants,.

### Occupation des sols
L'occupation des sols de la commune, telle qu'elle ressort de la base de données européenne d’occupation biophysique des sols Corine Land Cover (CLC), est marquée par l'importance des territoires agricoles (90,8 % en 2018), une proportion sensiblement équivalente à celle de 1990 (91,4 %). La répartition détaillée en 2018 est la suivante : 
terres arables (56,3 %), zones agricoles hétérogènes (28,6 %), prairies (4 %), forêts (3,8 %), zones urbanisées (3,4 %), eaux continentales (2 %), cultures permanentes (1,9 %). L'évolution de l’occupation des sols de la commune et de ses infrastructures peut être observée sur les différentes représentations cartographiques du territoire : la carte de Cassini (XVIIIe siècle), la carte d'état-major (1820-1866) et les cartes ou photos aériennes de l'IGN pour la période actuelle (1950 à aujourd'hui).

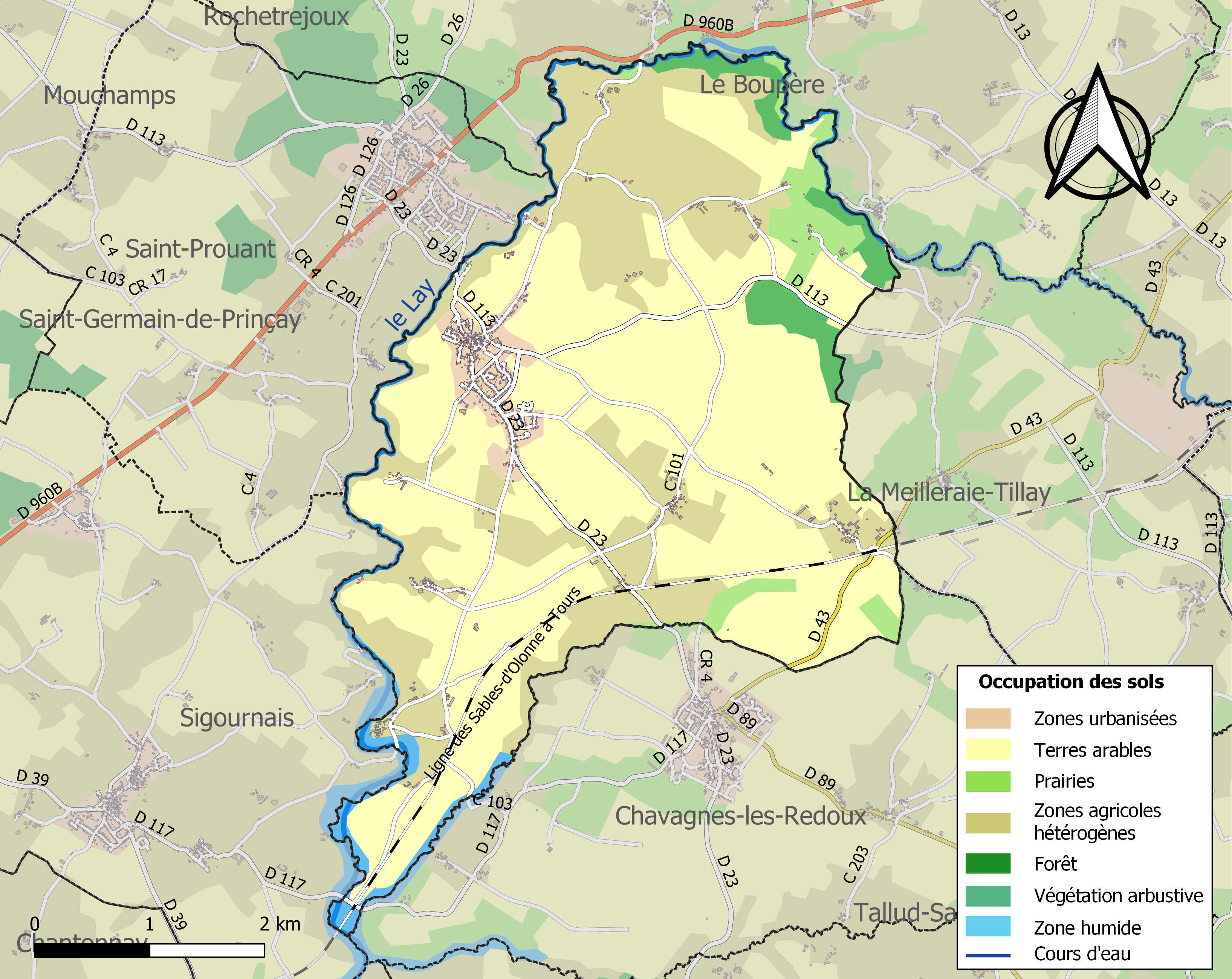
Carte des infrastructures et de l'occupation des sols de la commune en 2018 (CLC).

## Histoire
Le nom de Monsireigne serait un raccourci de Mont des Sirènes. La commune étant irriguée par le grand Lay, rivière principale de la Vendée, une sirène serait apparue dans la vallée bordant la commune. Les dernières armoiries de la commune figurent une sirène.
Sur ordre de l'occupant allemand, un camp de regroupement pour les Tziganes fut créé à Monsireigne le 24 octobre 1940. À sa fermeture le 18 novembre 1940, la plupart des internés furent envoyés au camp de concentration de Montreuil-Bellay et au château de Châtillon, transformé en camp de concentration, à Boussais dans les Deux-Sèvres.

## Héraldique
| Blason | Blasonnement : De gueules à la sirène d’argent, se regardant dans un miroir du même, posée sur une trangle ondée d’azur bordée aussi d'argent, accompagnée en chef à dextre d'une croisette d'or et à senestre d’une fleur de lys du même défaillante à senestre. Commentaires : Crée le 18 janvier 1990. Présent sur le site de la commune. La sirène évoque le nom de la commune. Armes parlantes. - Le rouge est la couleur du Poitou. - Le liseré bleu rappelle du Grand Lay. |

## Politique et administration

### Liste des maires
| Période                                  | Période     | Identité                                   | Étiquette      | Qualité                    |
| ---------------------------------------- | ----------- | ------------------------------------------ | -------------- | -------------------------- |
| 1934                                     | 1956        | Achille Charrier                           |                |                            |
| 1956                                     | 1977        | Comtesse Guyonne de La Cropte de Chantérac |                |                            |
| mars 1977                                | 1989        | Gabriel Gaborieau                          |                |                            |
| mars 2001                                | mars 2014   | Henri Robichon,                            | Sans étiquette | aviculteur retraité        |
| 23 mars 2014                             | 25 mai 2020 | Michel Bocquier                            |                | Retraité de l'enseignement |
| 25 mai 2020                              | En cours    | Michel Gaborit                             |                |                            |
| Les données manquantes sont à compléter. |             |                                            |                |                            |

## Population et société

### Démographie

#### Évolution démographique
L'évolution du nombre d'habitants est connue à travers les recensements de la population effectués dans la commune depuis 1793. Pour les communes de moins de 10 000 habitants, une enquête de recensement portant sur toute la population est réalisée tous les cinq ans, les populations de référence des années intermédiaires étant quant à elles estimées par interpolation ou extrapolation. Pour la commune, le premier recensement exhaustif entrant dans le cadre du nouveau dispositif a été réalisé en 2004.

En 2022, la commune comptait 989 habitants, en évolution de +1,02 % par rapport à 2016 (Vendée : +5,33 %, France hors Mayotte : +2,11 %).
| 1793 | 1800 | 1806 | 1821 | 1831 | 1836 | 1841 | 1846 | 1851 |
| ---- | ---- | ---- | ---- | ---- | ---- | ---- | ---- | ---- |
| 700  | 498  | 593  | 706  | 690  | 680  | 732  | 810  | 866  |

| 1856 | 1861 | 1866 | 1872 | 1876 | 1881 | 1886 | 1891 | 1896 |
| ---- | ---- | ---- | ---- | ---- | ---- | ---- | ---- | ---- |
| 877  | 901  | 891  | 851  | 920  | 967  | 988  | 979  | 956  |

| 1901 | 1906 | 1911 | 1921 | 1926 | 1931 | 1936 | 1946 | 1954 |
| ---- | ---- | ---- | ---- | ---- | ---- | ---- | ---- | ---- |
| 923  | 922  | 894  | 851  | 822  | 852  | 804  | 838  | 854  |

| 1962 | 1968 | 1975 | 1982 | 1990 | 1999 | 2004 | 2006 | 2009 |
| ---- | ---- | ---- | ---- | ---- | ---- | ---- | ---- | ---- |
| 841  | 858  | 725  | 703  | 688  | 740  | 785  | 809  | 891  |

| 2014 | 2019 | 2022 | - | - | - | - | - | - |
| ---- | ---- | ---- | - | - | - | - | - | - |
| 969  | 957  | 989  | - | - | - | - | - | - |

#### Pyramide des âges
En 2018, le taux de personnes d'un âge inférieur à 30 ans s'élève à 37,2 %, soit au-dessus de la moyenne départementale (31,6 %). À l'inverse, le taux de personnes d'âge supérieur à 60 ans est de 21,7 % la même année, alors qu'il est de 31,0 % au niveau départemental.
En 2018, la commune comptait 517 hommes pour 447 femmes, soit un taux de 53,63 % d'hommes, largement supérieur au taux départemental (48,84 %).
Les pyramides des âges de la commune et du département s'établissent comme suit.
| Hommes | Classe d’âge | Femmes |
| ------ | ------------ | ------ |
| 0,4    | 90 ou +      | 0,2    |
| 6,0    | 75-89 ans    | 8,6    |
| 14,0   | 60-74 ans    | 14,4   |
| 19,1   | 45-59 ans    | 20,3   |
| 21,2   | 30-44 ans    | 21,6   |
| 16,8   | 15-29 ans    | 14,2   |
| 22,4   | 0-14 ans     | 20,7   |

| Hommes | Classe d’âge | Femmes |
| ------ | ------------ | ------ |
| 0,8    | 90 ou +      | 2,2    |
| 8,7    | 75-89 ans    | 11,1   |
| 20,3   | 60-74 ans    | 21,3   |
| 20     | 45-59 ans    | 19,4   |
| 17,5   | 30-44 ans    | 16,8   |
| 15     | 15-29 ans    | 13,2   |
| 17,7   | 0-14 ans     | 16,1   |

## Lieux et monuments

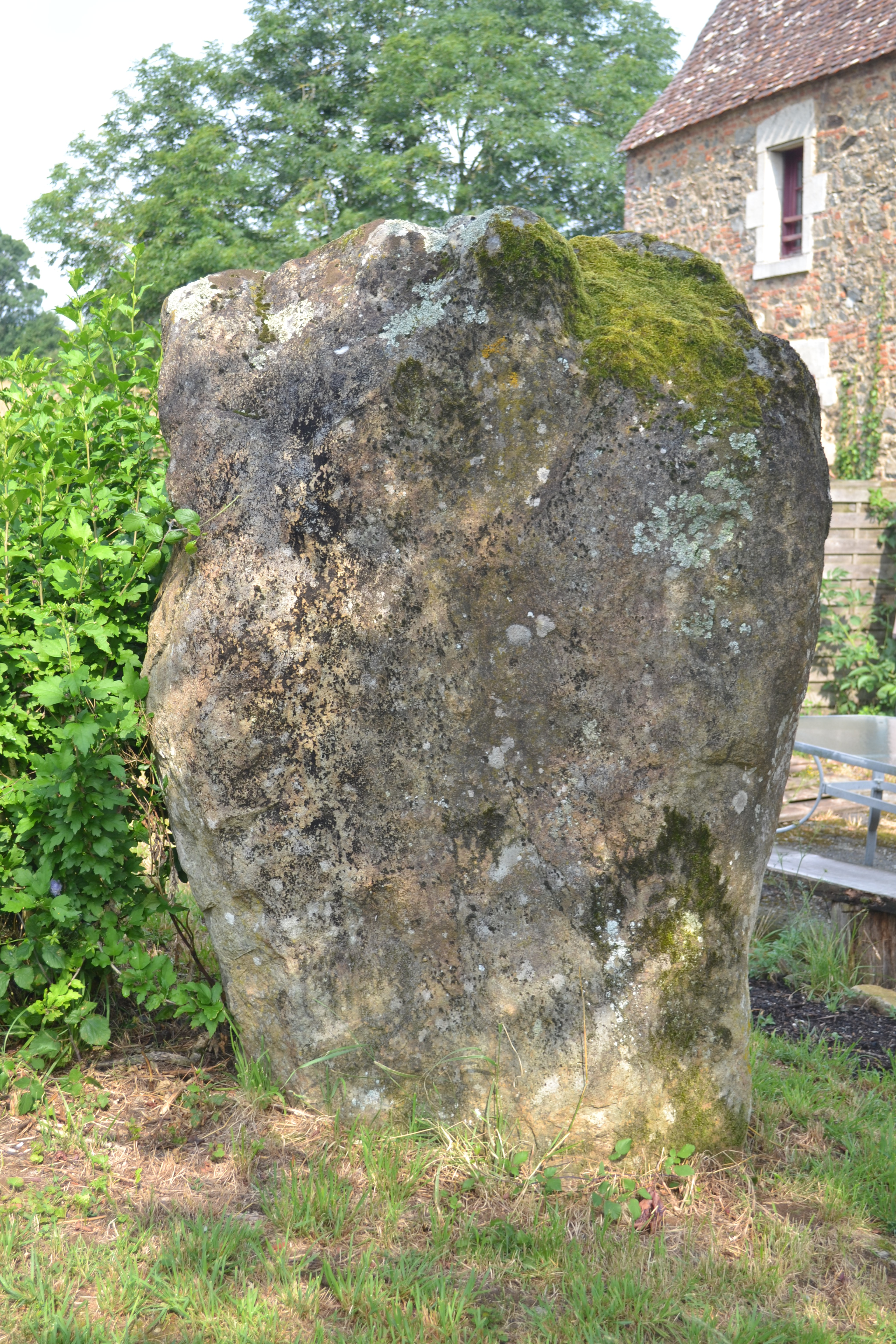
Menhir de la Chauvinière.

- Église romaine Notre-Dame-de-l'Assomption.
- Musée de la France protestante de l'Ouest (au village du Bois-Tiffrais).
- Barrage de Rochereau (réserve d'eau - base de loisir nautique) sur le Lay.
- La Pierre-Folle, appelée aussi menhir de la Chauvinière, est un menhir en grès de forme parallélépipédique de plus de 2 m de hauteur[22]. Son nom provient d'une légende selon laquelle la pierre se déplacerait la nuit de Pâques[22] ou de Noël[23] pour aller en dansant se baigner dans le Grand Lay situé en contrebas.

## Personnalités liées à la commune
- Le chanoine Auguste Billaud (1903-1970), historien des guerres de Vendée, vécut la majeure partie de sa vie à Monsireigne. Depuis 1992, une école privée y porte notamment son nom[24].